# 埃尔 (上比利牛斯省)
埃尔（法語：Hères，法語發音：[ɛʁ]）是法国上比利牛斯省的一个市镇，位于该省北部，属于塔布区。

## 地理
埃尔（43°33'11"N, 0°0'0"E）面积5.89 平方千米，位于法国奧克西塔尼大區上比利牛斯省，该省份为法国西南部内陆省份，北至热尔省，西接大西洋比利牛斯省，南与西班牙接壤，东临上加龙省。
与埃尔接壤的市镇（或旧市镇、城区）包括：瑞-贝洛克、蒂耶斯特-于拉纽、卡斯泰尔诺里维埃巴斯、拉巴蒂里维耶尔、马迪朗、苏布勒科斯。

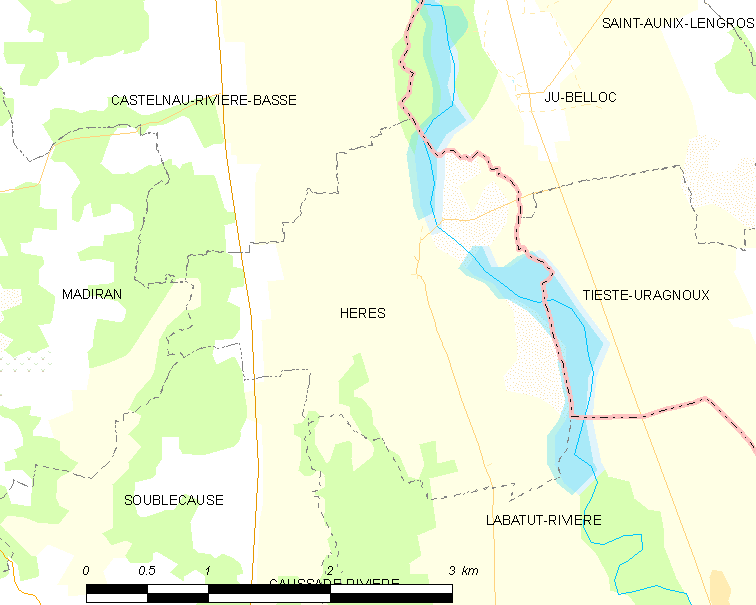
的OSM定位图

埃尔的时区为UTC+01:00、UTC+02:00（夏令时）。

## 行政
埃尔的邮政编码为65700，INSEE市镇编码为65219。

## 政治
埃尔所属的省级选区为阿杜尔河谷-吕斯唐-马迪拉奈县。

## 人口

1962-2008年间人口变化图示

埃尔于2022年1月1日时的人口数量为101人。